# Slovenska nogometna liga 1940./41.
Slovenska nogometna liga 1940./41. bilo je to prvo i jedino izdanje prvenstva u organizaciji Nogometnog saveza Slovenije (SNZ) za vrijeme Kraljevine Jugoslavije, za momčadi iz Dravske banovine.
Turnir je osvojio SK Ljubljana. Ovom pobjedom zeleno-bijeli izborili su nastup u prvenstvu Jugoslavije 1940./41., natjecanju koje se zbog povijesnih događaja nije igralo.
Najbolji strijelac bio je Stane Žigon iz ljubljanskog Marsa sa 17 golova.

## Novosti
Kraljevina Jugoslavija bila je na rubu rata, ekonomska situacija je bila teška, a rasla su i unutarnja nacionalna trvenja. U kolovozu 1939. nastala je Banovina Hrvatska, a hrvatski klubovi napuštaju Jugoslavenski nogometni savez i u listopadu osnivaju Hrvatski. Dana 19. listopada 1939. raspušten je Ljubljanski podsavez te je nastao Nogometni savez Slovenije, koji je preuzeo njegovu imovinu i dugove, a unutar njega postojali su Mariborski, Celjski i Ljubljanski podsavez.
Godine 1940. Nogometni savez Slovenije organizirao je svoje prvenstvo u kojem je sudjelovala najbolja momčad Dravske banovine, SK Ljubljana (koja je prethodnu sezonu igrala u hrvatsko-slovenskoj ligi) te ostalih 7 slovenskih momčadi koje su sudjelovale u prvenstvu Ljubljanskog podsaveza 1939./40. (osmi član, ČŠK Čakovec, prešao je u hrvatsko natjecanje).
Pobjednik je bio SK Ljubljana, koji je trebao pristupiti Državnom prvenstvu 1940./41. Dana 6. travnja 1941. Sile Osovine započele su invaziju na Jugoslaviju, a 17. se Jugoslavija predala. Kraljevina Jugoslavija raskomadana je među zemljama pobjednicama (Njemačke, Italije, Mađarske i Bugarske), a nastala je i Nezavisna Država Hrvatska.

## Sudionici
| Klub           | Grad      | Sezona 1939./40. | Sezona 1939./40.          |
| Klub           | Grad      | Poz.             | Rang                      |
| -------------- | --------- | ---------------- | ------------------------- |
| SK Ljubljana   | Ljubljana | 10.              | Hrvatsko-slovenska liga   |
| SK Železničar  | Maribor   | Prvak            | Prvenstvo Ljubljanskog NP |
| 1. SSK Maribor | Maribor   | Završnica        | Prvenstvo Ljubljanskog NP |
| SK Kranj       | Kranj     | Poluzavršnica    | Prvenstvo Ljubljanskog NP |
| SK Amater      | Trbovlje  | Četvrtzavršnica  | Prvenstvo Ljubljanskog NP |
| SK Olimp       | Celje     | Četvrtzavršnica  | Prvenstvo Ljubljanskog NP |
| SK Bratstvo    | Jesenice  | Četvrtzavršnica  | Prvenstvo Ljubljanskog NP |
| SK Mars        | Ljubljana | Četvrtzavršnica  | Prvenstvo Ljubljanskog NP |

## Ljestvica
| mj.     | klub               | ut. | pob. | ner. | por. | gol+ | gol- | kvoc  | bod |
| ------- | ------------------ | --- | ---- | ---- | ---- | ---- | ---- | ----- | --- |
| 1.      | SK Ljubljana       | 14  | 10   | 2    | 2    | 55   | 21   | 2,619 | 22  |
| 2.      | Železničar Maribor | 14  | 8    | 4    | 2    | 30   | 14   | 2,142 | 20  |
| 3.      | Amater Trbovlje    | 14  | 8    | 1    | 5    | 37   | 30   | 1,233 | 17  |
| 4.      | Mars Ljubljana     | 14  | 6    | 2    | 6    | 37   | 27   | 1,370 | 14  |
| 5.      | Bratstvo Jesenice  | 14  | 6    | 2    | 6    | 30   | 38   | 0,789 | 14  |
| 6.      | Kranj              | 14  | 6    | 1    | 7    | 25   | 30   | 0,833 | 13  |
| 7.      | 1. SSK Maribor     | 14  | 4    | 2    | 8    | 38   | 39   | 0,974 | 10  |
| 8.      | Olimp Celje        | 14  | 1    | 0    | 13   | 11   | 64   | 0,171 | 2   |
|         |                    |     |      |      |      |      |      |       |     |
| Izvori: |                    |     |      |      |      |      |      |       |     |

|  | SK Ljubljana igra u državnom prvenstvu 1940./41. |

- Invazija Sila Osovine na Kraljevinu Jugoslaviju (6. travnja 1941.) uzrokovala je otkazivanje svih sportskih natjecanja (državno prvenstvo, doigravanja i ispadanja).

## Rezultati
- 1. kolo (1. rujna 1940.) Ljubljana – Maribor 4:0; Bratstvo – Mars 3:2; Kranj – Železničar 2:1; Amaterski – Olimp 2:1
- 2. kolo (8. rujna 1940.) Železničar – Mars 3:2; Maribor – Kranj 1:1; Amater – Ljubljana 3:2; Bratstvo – Olimp 4:1
- 3. kolo (15. rujna 1940.) Kranj – Mars 2:1; Železničar – Olimp 2:0; Ljubljana – Bratstvo 4:2; Amater – Maribor 4:2
- 4. kolo (22. rujna 1940.) Ljubljana – Železničar 3:2; Amater – Kranj 4:1; Maribor – Bratstvo 5:3; Mars – Olimp 5:0
- 5. kolo (29. rujna 1940.) Ljubljana – Mars 5:0; Železničar – Maribor 2:0; Olimp – Kranj 3:1; Amatersko – bratstvo 5:0
- 6. kolo (6. listopada 1940.) Ljubljana – Olimp 10:0; Kranj – Brastvo 4:1; Mars – Maribor 3:1; Amater – Željezničar 2:2
- 7. kolo (13. listopada 1940.) Mars – Amater 2:0; Železničar – Bratstvo 4:0; Kranj – Ljubljana 3:1; Maribor – Olimp 4:1
- 8. kolo (20. listopada 1940.) Ljubljana – Maribor 3:3; Amaterski Olimp 4:2; Mars – Bratstvo 2:2; Železničar – Kranj 1:0
- 9. kolo (27. listopada 1940.) Ljubljana – Amater 7:2; Kranj – Maribor 4:1; Bratstvo – Olimp 2:1; Železničar – Mars 0:0
- 10. kolo (10. studenog 1940.) Ljubljana – Bratstvo 4:1; Kranj – Mars 4:3; Železničar – Olimp 5:0; Maribor – Amater 4:2
- 11. kolo (17. studenoga 1940.) Ljubljana – Železničar 1:1; Mars – Olimp 8:1; Bratstvo – Maribor 4:0; Amater – Kranj 4:1
- 12. kolo (24. studenog 1940.) Ljubljana – Mars 3:1; Železničar – Maribor 3:1; Kranj – Olimp 2:1; Bratstvo – Amater 3:2
- 13. kolo (1. prosinca 1940.) Mars – Maribor 5:3; Bratstvo – Kranj 3:2; Željezničar – amater 2:1; Ljubljana – Olimp 5:0
- 14. kolo (8. prosinca 1940.) Ljubljana – Kranj 3:0; Amater – Mars 2:1; Bratstvo – Železničar 2:2; Maribor – Olimp 13:0

Za utakmice posljednjeg kola vladao je veliki interes jer nije se znalo do posljednjeg dana tko će biti prvak, budući da je razlika između Ljubljane i Železničara iz Maribora iznosila samo jedan bod. Ljubljana je igrala protiv Kranja, koji je demonstrativno izašao na teren sa sedam igrača zbog kazni i do 32. minute primio tri gola. Tada se dogodio incident kada igrač Kranja nije htio dodati loptu svom igraču prema pravilima igre, već ju je sam uzeo s centra, te ga je sudac isključio, a zatim i prekinuo utakmicu. Tako je Ljubljana postala prvak i plasirala se na državno prvenstvo.

## Podsavezna prvenstva
Prvenstva triju novoformiranih podsaveza (koji su predstavljali drugi rang slovenskog nogometnog sustava) prekinuo je Drugi svjetski rat.

### 1. razred Ljubljana
| mj.     | klub              | ut. | pob. | ner. | por. | gol+ | gol- | bod |  |
| ------- | ----------------- | --- | ---- | ---- | ---- | ---- | ---- | --- |  |
| 1.      | Hermes Ljubljana  | 6   | 5    | 1    | 0    | 24   | 10   | 11  |  |
| 2.      | Jadran Ljubljana  | 6   | 4    | 0    | 2    | 16   | 12   | 8   |  |
| 3.      | Grafika Ljubljana | 6   | 3    | 1    | 2    | 12   | 9    | 7   |  |
| 4.      | Svoboda Vič       | 6   | 3    | 1    | 2    | 14   | 17   | 7   |  |
| 5.      | Moste             | 6   | 1    | 2    | 3    | 16   | 13   | 4   |  |
| 6.      | Korotan           | 6   | 0    | 3    | 3    | 10   | 14   | 3   |  |
| 7.      | Disk Domžale      | 6   | 0    | 2    | 4    | 9    | 26   | 2   |  |
|         |                   |     |      |      |      |      |      |     |  |
| Izvori: |                   |     |      |      |      |      |      |     |  |

### 1. razred Maribor
| mj.     | klub           | ut. | pob. | ner. | por. | gol+ | gol- | bod |  |
| ------- | -------------- | --- | ---- | ---- | ---- | ---- | ---- | --- |  |
| 1.      | Mura M. Sobota | 3   | 3    | 0    | 0    | 26   | 2    | 6   |  |
| 2.      | Lendava        | 3   | 2    | 0    | 1    | 8    | 11   | 4   |  |
| 3.      | Drava Ptuj     | 3   | 1    | 0    | 2    | 6    | 12   | 2   |  |
| 4.      | SK Ptuj        | 3   | 0    | 0    | 3    | 2    | 17   | 0   |  |
|         |                |     |      |      |      |      |      |     |  |
| Izvori: |                |     |      |      |      |      |      |     |  |

## Pokal Slovenije 1941.
| Datum        | Prva momčad       |           | Druga momčad       | Rezultat  |
| Ljubljana    | Ljubljana         | Ljubljana | Ljubljana          | Ljubljana |
| ------------ | ----------------- | --------- | ------------------ | --------- |
| 23. 3. 1941. | SK Kamnik         | –         | Disk Domžale       | 0:2       |
| 23. 3. 1941. | Jadran Ljubljana  | –         | Svoboda Ljubljana  | 5:1       |
| 23. 3. 1941. | Korotan Ljubljana | –         | SK Moste-Ljubljana | 4:3       |
| 23. 3. 1941. | Hermes Ljubljana  | –         | Grafika Ljubljana  | 3:0       |
| Maribor      |                   |           |                    |           |
| 23. 3. 1941. | Mura M. Sobota    | –         | SK Donja Lendava   | 4:1       |
| 23. 3. 1941. | PSK Drava Ptuj    | –         | SK Ptuj            | 2:1       |
| 23. 3. 1941. | Slavija Pobrežje  | –         | Rapid Maribor      | 1:6       |
| 23. 3. 1941. | Slovan Guštanj    | –         | SK Slovenj Gradec  | 6:1       |
| 30. 3. 1941. | Slovan Guštanj    | –         | Rapid Maribor      | n.o.      |
| 30. 3. 1941. | PSK Drava Ptuj    | –         | Mura M. Sobota     | n.o.      |
| Celje        |                   |           |                    |           |
| 23. 3. 1941. | SSK Celje         | –         | Athletik SK Celje  | pf        |
| 23. 3. 1941. | SK Brežice        | –         | SK Hrastnik        | 5:2       |
| 30. 3. 1941. | SSK Celje         | –         | Jugoslavija Celje  | 6:1       |

- Daljnje utakmice nisu igrane zbog početka Drugog svjetskog rata u Kraljevini Jugoslaviji.[8][9]

## Za vrijeme Drugog svjetskog rata
Momčadi iz Maribora i Celja ušle su u nogometni sustav nacističke Njemačke, a one iz Pomurja u sustav Mađarske. Slovenski nogometni savez, sada sveden samo na momčadi s područja Ljubljane, spojio se s Odborom talijanskog olimpijskog saveza.

Nove okupacijske vlasti željele su dati privid normalnosti pa su organizirale nova natjecanja. Kup SNZ, nokaut turnir s pretkolom, četvrtfinalom, polufinalom i finalom s utakmicama kod kuće i u gostima, započeo je sredinom svibnja: SK Ljubljana je još jednom trijumfirala, svladavši Hermes 3:2 i 3:3 u dvomeču finala u kolovozu.

U jesen je počelo novo prvenstvo u koje je pozvan i Elan iz Novog Mesta, ali je nakon četiri kola prekinuto zbog lošeg vremena, a prednjači SK Ljubljana.

Godine 1942. održan je turnir sa sedam momčadi, koji je opet osvojila SK Ljubljana (3:0 nad Marsom u finalu).

Godine 1943. organizirano je dvoligaško prvenstvo s ukupno 8 momčadi. Još jednom je slavila SK Ljubljana s punim brojem bodova, slijede Hermes, Mars, a zadnja je bila Tvornica duhana s 0 bodova.

Godine 1944. djelovalo je samo nekoliko ekipa, ali su uspjele organizirati turnir sa šest ekipa u jesen, koji je osvojilo Športno društvo Iztok, ispred SK Ljubljane i Hermesa. Osim toga, odigrane su i prijateljske utakmice propagandnog karaktera, poput one 15. listopada između Hermesa (pojačanog igračima iz drugih klubova) i ujedinjene momčadi KAC-Rapid iz Klagenfurta pred 5000 gledatelja, dok je mjesec dana kasnije protivnik bio VSV Villach.

## Poveznice
- Prvenstvo Jugoslavije u nogometu 1940./41.
- Srpska liga u nogometu 1940./41.
- Hrvatska liga u nogometu 1940./41.

## Vanjske poveznice
- RSSSF: sezona 1940./41.
- fsgzrenjanin: SISTEM TAKMIČENJA U KRALJEVINI JUGOSLAVIJI
- claudionicoletti: sezona 1940./41.
- Medobčinski nogometni savez Ljubljana
- 80 godina nogometa na području Medobčinskog nogometnog saveza Maribor